# Ruisseau aux Saumons (rivière Cascapédia)
Pour les articles homonymes, voir Rivière au Saumon.
Le ruisseau aux Saumons est une rivière coulant dans le Parc national de la Gaspésie, au Québec, au Canada. Ce cours d'eau traverse successivement les municipalités régionales de comté (MRC) de :
- La Matanie, dans la région administrative du Bas-Saint-Laurent : territoire non organisé de Rivière-Bonjour (canton de Faribault) ;
- La Haute-Gaspésie, dans la région administrative de la Gaspésie-Îles-de-la-Madeleine : territoire non organisé Mont-Albert (canton de Courcelette).

Le "ruisseau aux Saumons" coule en zone forestière généralement vers l'Est (plus ou moins en parallèle à la rive-sud du golfe du Saint-Laurent), sauf son segment intermédiaire où il coule vers le Nord sur 5,3 km. Le "ruisseau aux Saumons" se déverse sur la rive Ouest de la Rivière Cascapédia. Cette dernière coule vers le Sud jusqu'à la rive Nord de la Baie-des-Chaleurs laquelle s'ouvre vers l'Est sur le Golfe du Saint-Laurent.
La vallée de le "ruisseau aux Saumons" est accessible par la route forestière à partir de Sainte-Anne-des-Monts en allant vers le Sud.

## Géographie
Les bassins versants voisins du "ruisseau aux Saumons" sont :
- côté Nord : ruisseau Germain, rivière Sainte-Anne (La Haute-Gaspésie) ;
- côté Est : rivière Cascapédia ;
- côté Sud : ruisseau du Quatorzième Mille, ruisseau Rioux ;
- côté Ouest : Petite rivière Cap-Chat Est, rivière Cap-Chat.

Le ruisseau aux Saumons prend sa source à 815 m d'altitude au "Premier lac des îles" (longueur : 0,4 km), en zone montagneuse et forestière dans le canton de Faribault, dans le territoire non organisé de Rivière-Bonjour, dans le Parc national de la Gaspésie. Ce lac est situé sur le versant Sud-Est d'une crête de montagne, entre le Mont Jacques-Ferron (côté Nord-Est) et le Mont des Loupes (côté Sud-Ouest). L'embouchure de ce lac est située à :
- 21,8 km au Sud-Est du centre-ville de Cap-Chat ;
- 14,7 km à l'Ouest de la confluence du ruisseau aux Saumons ;
- 98,1 km au Nord-Ouest de la confluence de la rivière Cascapédia.

À partir de sa source, le ruisseau aux Saumons coule sur 25,1 km, selon les segments suivants :
Cours supérieur de la rivière (segment de 14,8 km)
- 0,4 km vers l'Est dans le canton de Faribault, jusqu'à la rive Ouest du Deuxième lac-des-Îles ;
- 0,9 km vers le Sud-Est, en traversant le Deuxième lac-des-Îles (longueur : 1,1 km ; altitude : 809 m), jusqu'à son embouchure ;
- 2,9 km vers le Sud-Est, jusqu'à un ruisseau (venant du Sud-Ouest) ;
- 0,7 km vers le Sud-Est, jusqu'à un ruisseau (venant du Sud-Ouest) ;
- 2,0 km vers le Nord-Est, jusqu'à la décharge du Lac Solitaire (venant du Sud) ;
- 3,9 km vers le Nord, jusqu'à la décharge des lacs Chic et Chocs (venant de l'Ouest) ;
- 2,2 km vers le Nord, puis vers l'Est, jusqu'à un ruisseau (venant du Nord-Ouest) ;
- 1,8 km vers l'Est, jusqu'à la décharge des Lacs Gaudreau et Thibault (venant du Nord-Ouest).

Cours inférieur de la rivière (segment de 10,3 km)
- 3,4 km vers le Sud-Est, jusqu'à la confluence du ruisseau Noir (venant du Nord) et drainant le Lac Noir ;
- 2,4 km vers le Sud-Est, jusqu'à la rive Nord-Ouest du Lac Paul ;
- 1,5 km vers l'Est, en traversant le Lac Paul (longueur : 1,7 km ; altitude : ?m)jusqu'à son embouchure. Note : Le lac Paul reçoit par sa rive Ouest les eaux du ruisseau Paul ;
- 1,1 km vers le Nord-Est, jusqu'à un ruisseau (venant du Nord-Ouest) ;
- 2,9 km vers l'Est, formant une courbe vers le Nord, jusqu'à la confluence de la rivière[2].

Le ruisseau aux Saumons se déverse sur la rive Ouest de la Rivière Cascapédia, dans le territoire non organisé de Mont-Albert, soit à :
- 2,3 km au Nord-Ouest de la limite du canton de Clarke ;
- 69,0 km en amont de la confluence de la rivière Cascapédia ;
- 15,8 km en amont de la confluence de la rivière Square Forks.

## Toponymie
Le toponyme « Ruisseau aux Saumons » a été officialisé le 5 décembre 1968 à la Commission de toponymie du Québec.